# مقاطعة كيار
مقاطعة كيار (بالفارسية: شهرستان کیار) هي إحدى مقاطعات محافظة تشهارمحال وبختیاري في إيران. عاصمة المقاطعة هي شلمزار. حسب تعداد 2006، بلغ عدد السكان 51,322 نسمة في 12,550 عائلة.